# Josef Zapletal
Josef Zapletal (* 2. Jänner 1839 in Trofaiach, Kaisertum Österreich; † 3. Dezember 1897 in Graz, Österreich-Ungarn) war ein österreichischer Geistlicher, Autor und Journalist. Er schrieb auch unter dem Pseudonym Stephan Moser.

## Leben und Karriere
Josef Zapletal wurde am 2. Jänner 1839 in Trofaiach in der Obersteiermark als Sohn eines selbstständigen Tischlers geboren. Hier besuchte er auch die Volksschule, ehe er als Zögling des Knabenseminars in Graz das Gymnasium besuchte. Danach studierte er an der Theologischen Fakultät der Universität Graz Theologie und schloss dieses Studium im Jahre 1864 ab. Zu seinen Studienkollegen zählte der spätere steirische Landtagsabgeordnete und Domkapitular der Diözese Seckau Johann Wöhr. Nachdem er am 19. Juli 1863 zum Priester geweiht wurde, war er in den Jahren 1864 bis 1870 als Kaplan in Liezen und Leoben in der Pfarrseelsorge eingesetzt. Nachdem im Jahre 1869 der Katholische Preßverein gegründet und über diesen das ein Jahr zuvor ins Leben gerufene Grazer Volksblatt, das damalige Hauptorgan der steirischen Katholiken, veröffentlicht wurde, kam Zapletal durch seinen Onkel in die Redaktion der Zeitung. Sein Onkel, der Priester Johann Karlon, hatte nach der Gründung der Zeitung die Redaktion übernommen und ließ ihn zuerst nebenberuflich für seine Zeitung schreiben. Mit 1. Dezember 1870 trat Zapletal schließlich offiziell in die Redaktion ein und war ab dem Jahre 1887 deren Redaktionsleiter. Ab dem Jahre 1891, in dem sein Onkel starb, war er als Chefredakteur der Zeitung tätig.
Zusammen mit den ebenfalls aus Trofaiach stammenden Karlon-Brüdern Johann und Alois, einem späteren Reichsratsabgeordneten, gehörte er der Katholisch-Konservativen Bewegung an, die unter der Führung von Alois Karlon stand. Dabei versuchte Zapletal, der Mitte der 1890er Jahre der aus Wien kommenden Christlichsozialen Bewegung distanziert gegenüberstand, unter anderem gegen die Vormacht der liberal-antiklerikalen Presse anzukämpfen. Darüber hinaus betätigte sich Josef Zapletal als Autor diverser historischer und theologischer Werke, wie zum Beispiel Die Bekämpfung und Duldung des Protestantismus im oberen Ennstal aus dem Jahre 1883, Das Ursulinenkloster in Graz 1686–1786 aus dem Jahre 1886, Die Domkapitel der Diözese Seckau in Graz und der Diözese Leoben in Göß seit 1786 aus dem Jahre 1887 oder Domherr Anton Engelbert Maurer, der angebliche Ketzerstifter aus dem Jahre 1891. Sein Nachfolger als Chefredakteur wurde Franz Puchas, gefolgt von Karl Schwechler. Die am 18. August 1888 gegründete Studentenverbindung KÖHV Carolina Graz verlieh ihm am 6. Oktober 1888, als wenige Wochen nach ihrer Gründung, die Ehrenmitgliedschaft; Zapletals Couleurnamen lautete Onkel. Ähnlich wie bei Franz von Hartmann wurde hierbei die Verbundenheit der Studentenverbindung mit der katholisch-konservativen Bewegung dokumentiert.
Nachdem Zapletal an Magenkrebs erkrankt war, den er versuchte in der Guggenbergschen Kneippanstalt von Franz von Guggenberg zu Riedhofen in Brixen zu lindern, starb er bald darauf am 3. Dezember 1897 an der Krankheit. Mittlerweile war er wieder nach Graz zurückgekehrt, wo er auf dem Friedhof St. Leonhard beerdigt wurde.

## Werke (Auswahl)
- 1872: Erzählungen für das Volk
- 1883: Die Bekämpfung und Duldung des Protestantismus im oberen Ennstal
- 1886: Das Ursulinenkloster in Graz 1686–1786
- 1887: Die Domkapitel der Diözese Seckau in Graz und der Diözese Leoben in Göß seit 1786
- 1891: Domherr Anton Engelbert Maurer, der angebliche Ketzerstifter
- 1893: Johann Baptist Zwerger – Fürstbischof von Seckau. In piam memoriam